# 1er juin 1973
Le vendredi 1er juin 1973 est le 152e jour de l'année 1973.

## Naissances
- Adam Garcia, acteur australien
- Anna Thalbach, actrice allemande
- Cédric Ragot (mort le 23 mars 2015), designer français
- Caroline Cassart-Mailleux, politicien belge
- David Venditti, joueur français de rugby à XV
- Derek Lowe, lanceur droitier de baseball
- Elie Smith, journaliste international camerounais anglophone
- Estelle Sartini, joueuse française de rugby à XV
- Frederik Deburghgraeve, nageur belge
- Heidi Klum, mannequin allemand
- Kôji Shiraishi, réalisateur japonais
- Marion Festraëts, journaliste et scénariste française
- Pierre-Yves Bocquet, journaliste français
- Theo, dessinateur italien de bande dessinée

## Décès
- Helen Parkhurst (née le 3 janvier 1887), pédagogue américaine
- Joseph André (né le 14 mars 1908), prêtre catholique du diocèse de Namur
- Mary Kornman (née le 27 décembre 1915), actrice américaine
- Maurice Dekobra (né le 26 mai 1885), romancier, auteur dramatique, poète, conteur, traducteur et grand reporter français

## Événements
politiques
- Proclamation de la République en Grèce, provisoirement présidée par le général Papadópoulos. La junte militaire grecque abolit la monarchie.
- Création de la communauté de communes du Pays de la Goële et du Multien

culturels
- Publication du roman Crash !
- Publication du recueil de nouvelles : L'Homme dans le tiroir
- Sortie de la chanson Live and Let Die
- Sortie de l'album Nothing Ever Hurt Me

économiques
- Création de l'entreprise Lotto